# Charakterbariton
Als Charakterbariton bezeichnet man eine Art der Baritonstimme in der Oper. Der Charakterbariton ist schwer und voluminös, darin dem Heldenbariton vergleichbar, stimmlich härter, „metallischer“ und dramatischer in der Anlage als ein lyrischer Bariton, was ihn als typische Stimme des Charakterfachs auszeichnet. Unterarten wie Kavalierbariton, Dramatischer Bariton oder (seltener) Baritonbuffo werden in diesem Stimmfach zusammengefasst.

## Partien für Charakterbariton
- Wolfgang Amadeus Mozart, Don Giovanni: Titelrolle
- Ludwig van Beethoven, Fidelio: Pizarro
- Giuseppe Verdi, Otello: Jago
- Giuseppe Verdi, Rigoletto: Titelrolle
- Georges Bizet, Carmen: Escamillo
- Richard Wagner, Tannhäuser: Wolfram (Kavalierbariton)
- Richard Wagner, Der Ring des Nibelungen: Alberich
- Ruggero Leoncavallo, Der Bajazzo: Tonio
- Giacomo Puccini, Madama Butterfly: Sharpless
- Richard Strauss, Der Rosenkavalier: Faninal (Baritonbuffo)
- Richard Strauss, Arabella: Mandryka (Kavalierbariton)

## Bedeutende Charakterbaritone
- Gustav Neidlinger
- Giuseppe Valdengo